# Ruzhintsi (huyện)
Ruzhintsi là một huyện thuộc tỉnh Vidin, Bungaria. Dân số thời điểm năm 2001 là 6061 người.